# (14220) Alexgibbs
(14220) Alexgibbs est un astéroïde de la ceinture principale.

## Description
(14220) Alexgibbs est un astéroïde de la ceinture principale. Il fut découvert le 9 novembre 1999 aux Monts Santa Catalina par le projet CSS. Il présente une orbite caractérisée par un demi-grand axe de 2,67 UA, une excentricité de 0,16 et une inclinaison de 10,9° par rapport à l'écliptique.

## Compléments